# Wolfgang Korn

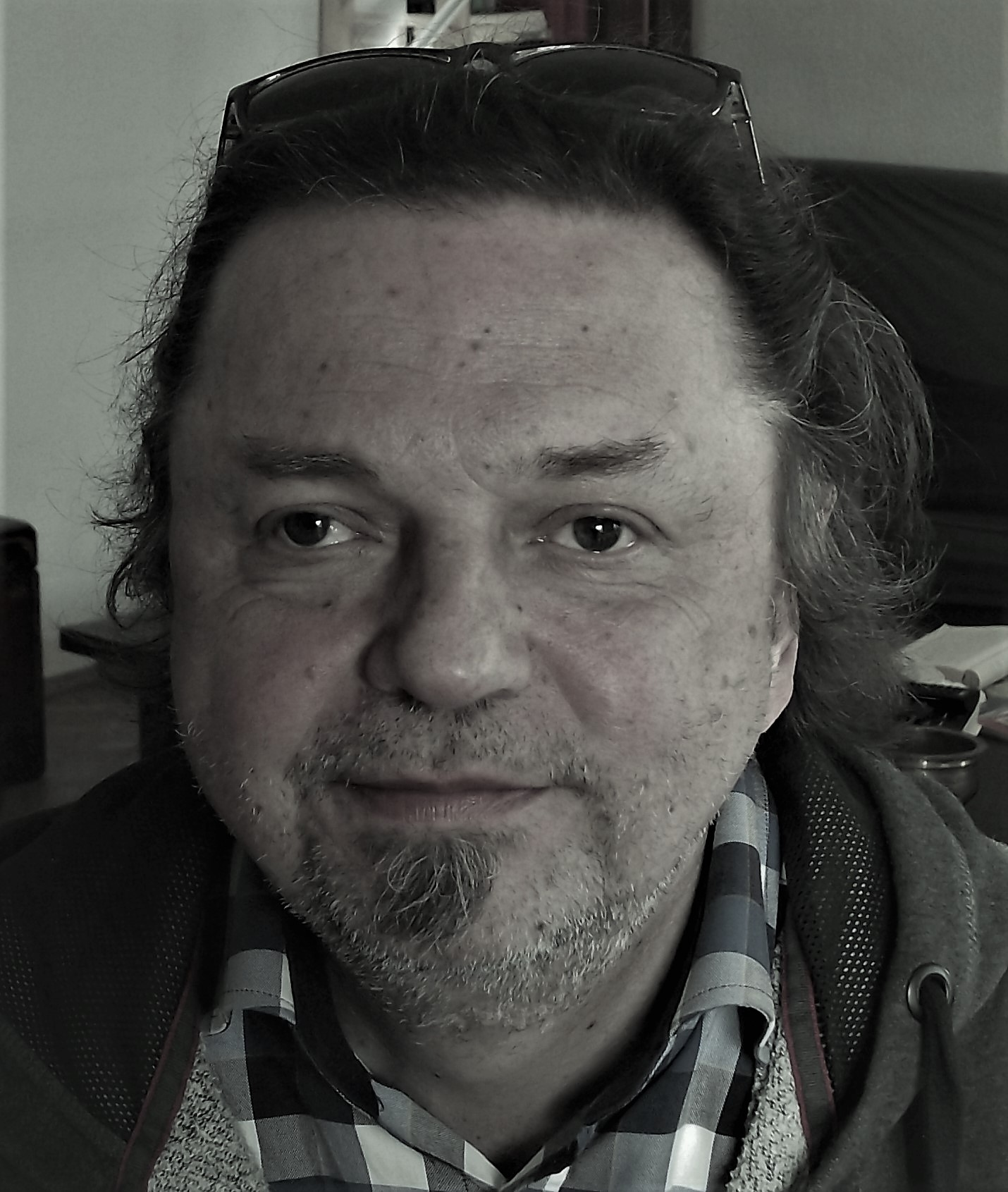
Wolfgang Korn (2021)

Wolfgang Korn (* 10. August 1958 in Lünen) ist ein deutscher Journalist und Sachbuchautor von Büchern zu archäologischen und historischen und wirtschaftlichen Themen.

## Leben
Wolfgang Korn wurde 1958 geboren und wuchs in Lünen im Ruhrgebiet auf. Er studierte Geschichte und Politische Wissenschaften in Berlin.
Gleichzeitig war er einige Jahre als Hausbesetzer in Kreuzberg aktiv. Nach dem Studium jobbte er zunächst als Bauhelfer, Koch und in einem Trödelladen, bevor er in Tübingen eine Journalistik-Ausbildung absolvierte.
Korn war als Redakteur in der Pressestelle der Universität Tübingen, dann als Pressesprecher für die Universität Stuttgart und für die Partei Die Grünen tätig, bevor er seit 1992 freiberuflich als Wissenschaftsjournalist unter anderem für die Publikationen Die Zeit, Weltwoche, NZZ, Bild der Wissenschaft und Geo arbeitete.
Wolfgang Korn arbeitete 1990 in der Pressestelle der Universität Tübingen, als deren Wissenschaftler mit Ausgrabungen in Troja begannen. Er berichtete in der folgenden Zeit als freier Wissensautor über diese und weitere Ausgrabungen rund um das Mittelmeer, im Nahen und Fernen Osten sowie in Mittelamerika, zunächst für Zeitungen und Zeitschriften, dann in Sachbüchern. Er wurde mit erzählenden Jugendsachbüchern zu archäologischen und gesellschaftlichen Themen bekannt.

## Auszeichnungen
- 2009 Wissenschaftsbuch des Jahres in Österreich in der Rubrik „Junior Wissen“ für das Jugendsachbuch Die Weltreise einer Fleeceweste
- 2009 Nominierung für den Gustav-Heinemann-Friedenspreis für Kinder- und Jugendbücher für das Jugendsachbuch Die Weltreise einer Fleeceweste
- 2009 Deutscher Jugendliteraturpreis in der Rubrik „Sachbuch“ für das Jugendsachbuch Das Rätsel der Varusschlacht
- 2018 EMYS-Sachbuchpreis des WIS-Potsdam für die Jugendbiographie Karl Marx – ein radikaler Denker[6]
- 2019 Heinrich-Wolgast-Preis der GEW für das erzählende Sachbuch Lauf um Dein Leben – die Weltreise der Sneakers[7].

## Veröffentlichungen
- Globalopoly – Keiner wird gewinnen, Verlagshaus Jacoby & Stuart 2021, ISBN 978-3-964-28116-6.
- Karl Marx – Ein radikaler Denker. Hanser-Verlag, München 2018, ISBN 978-3-446-25870-9.
- Nordische Mythen – Streitbare Götter, sagenhafte Stätten, tragische Helden. Fackelträger-Verlag, Köln 2016, ISBN 978-3-7716-4680-6.
- (gemeinsam mit Ulli Kulke) Lebensraum Meer – Menschen, Küsten, Handelsrouten. Fackelträger-Verlag, Köln 2015, ISBN 978-3-7716-4597-7.
- Das große Buch der Archäologie – Unter Schatzjägern, verwegenen Forschern und Weltendeutern. Fackelträger-Verlag, Köln 2014, ISBN 978-3-7716-4569-4.
- Die Geheimnisse von Troja, mit Illustrationen von Klaus Ensikat. Boje Verlag, Köln 2013, ISBN 978-3-414-82340-3.
- Muss Mann jedes Blickduell gewinnen? Falsche Zeiten für richtige Kerle Reihe Schubumkehr, Books on Demand, Norderstedt 2013, ISBN 978-3-7322-6346-2.
- Von der Lust am Eigensinn – 11 unbequeme Deutsche, die Geschichte schrieben. Theiss-Verlag, Stuttgart 2012, ISBN 978-3-8062-2477-1.
- Was ist schon normal? Warum alle Menschen gleich und doch verschieden sind. Bloomsbury Kinder- und Jugendbücher, Berlin 2011, ISBN 978-3-8270-5467-8.
- Das Alte Ägypten – Geheimnisvolles Land am Nil. Gerstenberg-Verlag, Hildesheim 2010, ISBN 978-3-8369-5567-6.
- Und morgen ein Star – Eine kleine Geschichte über die große Medienwelt. Bloomsbury Kinder- und Jugendbücher, Berlin 2010, ISBN 978-3-8270-5389-3.
- Schienen für den Sultan – Die Bagdadbahn. Fackelträger-Verlag, Köln 2009, ISBN 978-3-7716-4380-5.
- Das Rätsel der Varusschlacht – Archäologen auf der Spur der verlorenen Legionen. Fackelträger-Verlag, Köln 2008, ISBN 978-3-7716-4379-9
- Die Weltreise einer Fleeceweste – Eine kleine Geschichte über die große Globalisierung. Bloomsbury Kinder- und Jugendbücher, Berlin 2008, ISBN 978-3-8270-5292-6.
- Detektive der Vergangenheit – Expeditionen in die Welt der Archäologie. Bloomsbury Kinder- und Jugendbücher, Berlin 2007, ISBN 3-8270-5168-1.
- Unsere Geschichte – Von der Urzeit bis ins Mittelalter. Theiss, Stuttgart 2006, ISBN 3-8062-1998-2.
- Megalithkulturen – rätselhafte Monumente der Steinzeit. Theiss, Stuttgart 2005, ISBN 3-8062-1553-7.
- Mesopotamien – Wiege der Zivilisation. Theiss, Stuttgart 2004, ISBN 3-8062-1851-X.
- 50 Klassiker – Archäologie. Die wichtigsten Fundorte und Ausgrabungsstätten. Gerstenberg, Hildesheim 2003, ISBN 3-8067-2535-7.
- Lauf um dein Leben! Die Weltreise der Sneakers. Hanser, München 2019, ISBN 978-3-446-26217-1 und ISBN 3-446-26217-2 (mit Illustrationen von Birgit Jansen).
- Das Rätsel der Varusschlacht. Archäologen auf der Spur der verlorenen Legionen. Anaconda, München 2022, ISBN 978-3-7306-1200-2 (mit Illustrationen von Klaus Ensikat).